# Ryan LaMarre
Pour les articles homonymes, voir Lamarre.
Ryan LaMarre (né le 21 novembre 1988 à Royal Oak, Michigan, États-Unis) est un joueur de champ extérieur de la Ligue majeure de baseball.

## Carrière
Joueur des Wolverines de l'université du Michigan, Ryan LaMarre est repêché par les Reds de Cincinnati au 2e tour de sélection en 2010. 
Il commence sa carrière professionnelle en ligues mineures avec un club affilié aux Reds en 2010. De 2010 à 2013, le voltigeur de centre est chaque fois nommé meilleur joueur défensif dans le réseau de clubs affiliés des Reds. En 2014, diverses blessures l'empêchent de jouer plus de 17 matchs pour les Bats de Louisville, le club-école de niveau Triple-A pour lequel il avait déjà disputé 3 matchs en 2013 et qui devait être sa dernière étape vers les majeures. Cincinnati le libère de son contrat le 12 août 2014, mais le remet par la suite sous contrat pour deux ans. Après une saison presque entière à Louisville en 2015, LaMarre obtient sa première chance avec Cincinnati lorsque les Reds libèrent un poste de voltigeur en échangeant Marlon Byrd.
Ryan LaMarre fait ses débuts dans le baseball majeur avec les Reds de Cincinnati le 22 août 2015. Le 23 août, à son second match, il obtient aux dépens du lanceur Chase Anderson, des Diamondbacks de l'Arizona, son premier coup sûr dans les majeures. En 21 matchs des Reds, il ne frappe que deux coups sûrs en 25 présences au bâton.
En décembre 2015, il est mis sous contrat par les Red Sox de Boston.